# Rio Las Manzanas
Rio Las Manzanas é um rio da Guatemala.